# Marián Studenič
Marian Studenič, född 28 oktober 1998 i Holíč, Slovakien, är en slovakisk professionell ishockeyspelare som spelar för Färjestad BK i SHL. Han är en snabb och teknisk forward som främst spelar som ytterforward.

## Spelarkarriär
Studenič inledde sin karriär i slovakiska HK 36 Skalica innan han flyttade till Nordamerika inför säsongen 2016/17 för att spela juniorhockey i OHL med Hamilton Bulldogs. Efter två säsonger i OHL blev han proffs i AHL med Binghamton Devils, farmarlag till New Jersey Devils, som också draftade honom i den femte rundan (143:e totalt) i NHL Entry Draft 2017.
Han debuterade i NHL med New Jersey Devils säsongen 2020/21 och gjorde sitt första NHL-mål mot New York Rangers den 18 april 2021. Under 2021/22-säsongen spelade han både för Devils och deras AHL-lag, Utica Comets.
Inför säsongen 2022/23 skrev han på för Dallas Stars, där han delade tiden mellan NHL och AHL. Säsongen 2023/24 spelade han med Coachella Valley Firebirds i AHL och skrev därefter på ett kontrakt med Seattle Kraken inför 2024/25.
Inför säsongen 2024/25 skrev han på för Färjestad BK i SHL, vilket markerar hans första klubb i svensk elitishockey. Övergången ses som ett steg för Studenič att få en större roll och regelbunden istid i ett av Europas bästa lag.

## Internationellt
Studenič har representerat Slovakiens landslag på flera nivåer, bland annat i JVM och i Olympiska vinterspelen 2022 i Peking, där han var med och tog bronsmedalj – Slovakiens första OS-medalj i ishockey någonsin.

## Spelstil
Studenič är känd som en snabb skridskoåkare med god puckkontroll och arbetskapacitet. Han spelar främst som ytterforward och används ofta i energikedjor, men har även offensiv uppsida.

## Personligt
Marian Studenič föddes i Holíč i västra Slovakien. Han talar slovakiska, engelska och har spelat i både Europa och Nordamerika sedan tonåren. Hans bror har också spelat ishockey på ungdomsnivå.

## Statistik

### Klubbkarriär
| 2014–15       | HK 36 Skalica              | Slovak        | 1  | 0  | 0  | 0  | 0  | —  | — | —  | —  | —  |
| 2015–16       | HK 36 Skalica              | Slovak        | 35 | 8  | 8  | 16 | 20 | —  | — | —  | —  | —  |
| 2015–16       | HK Dukla Trenčín           | Slovak        | 2  | 0  | 0  | 0  | 0  | —  | — | —  | —  | —  |
| 2016–17       | Hamilton Bulldogs          | OHL           | 58 | 18 | 12 | 30 | 23 | 7  | 2 | 2  | 4  | 4  |
| 2017–18       | Hamilton Bulldogs          | OHL           | 62 | 20 | 28 | 48 | 14 | 21 | 3 | 12 | 15 | 12 |
| 2018–19       | Binghamton Devils          | AHL           | 64 | 13 | 15 | 28 | 18 | —  | — | —  | —  | —  |
| 2019–20       | Binghamton Devils          | AHL           | 37 | 9  | 8  | 17 | 20 | —  | — | —  | —  | —  |
| 2020–21       | HC Slovan Bratislava       | Slovak        | 25 | 6  | 9  | 15 | 50 | —  | — | —  | —  | —  |
| 2020–21       | Binghamton Devils          | AHL           | 22 | 3  | 4  | 7  | 14 | —  | — | —  | —  | —  |
| 2020–21       | New Jersey Devils          | NHL           | 8  | 1  | 1  | 2  | 4  | —  | — | —  | —  | —  |
| 2021–22       | New Jersey Devils          | NHL           | 17 | 1  | 0  | 1  | 0  | —  | — | —  | —  | —  |
| 2021–22       | Utica Comets               | AHL           | 13 | 5  | 5  | 10 | 6  | —  | — | —  | —  | —  |
| 2021–22       | Texas Stars                | AHL           | 4  | 2  | 4  | 6  | 6  | —  | — | —  | —  | —  |
| 2021–22       | Dallas Stars               | NHL           | 16 | 1  | 2  | 3  | 6  | 4  | 0 | 0  | 0  | 2  |
| 2022–23       | Texas Stars                | AHL           | 67 | 21 | 27 | 48 | 35 | 8  | 2 | 4  | 6  | 2  |
| 2022–23       | Dallas Stars               | NHL           | 3  | 0  | 0  | 0  | 0  | —  | — | —  | —  | —  |
| 2023–24       | Coachella Valley Firebirds | AHL           | 64 | 15 | 29 | 44 | 14 | 18 | 4 | 7  | 11 | 8  |
| 2023–24       | Seattle Kraken             | NHL           | 2  | 0  | 0  | 0  | 2  | —  | — | —  | —  | —  |
| Slovak totalt | Slovak totalt              | Slovak totalt | 63 | 14 | 17 | 31 | 70 | —  | — | —  | —  | —  |
| NHL totalt    | NHL totalt                 | NHL totalt    | 46 | 3  | 3  | 6  | 12 | 4  | 0 | 0  | 0  | 2  |

### Internationellt
| År            | Lag           | Mästerskap    | Matcher       | Mål | Assists | Poäng | Utv |    |
| ------------- | ------------- | ------------- | ------------- | --- | ------- | ----- | --- | -- |
| 2014          | Slovakien     | U17           | 5             | 0   | 1       | 1     | 2   |    |
| 2015          | Slovakien     | IH18          | 4             | 1   | 1       | 2     | 4   |    |
| 2016          | Slovakien     | U18           | 5             | 0   | 2       | 2     | 2   |    |
| 2017          | Slovakien     | JVM           | 5             | 0   | 0       | 0     | 4   |    |
| 2018          | Slovakien     | JVM           | 5             | 0   | 0       | 0     | 4   |    |
| 2019          | Slovakien     | VM            | 7             | 1   | 4       | 5     | 2   |    |
| 2021          | Slovakien     | VM            | 8             | 0   | 1       | 1     | 0   |    |
| 2021          | Slovakien     | OGQ           | 3             | 0   | 1       | 1     | 2   |    |
| Junior totalt | Junior totalt | Junior totalt | Junior totalt | 24  | 1       | 4     | 5   | 16 |
| Senior totalt | Senior totalt | Senior totalt | Senior totalt | 18  | 1       | 6     | 7   | 4  |